# Thomas Klepper
Thomas Klepper (* 7. April 1965) ist ein ehemaliger deutscher Fußballspieler.

## Laufbahn
Klepper spielte in der Jugend von Eintracht Frankfurt, mit der er, unter anderem, 1983 Deutscher A-Juniorenmeister werden konnte. Dort spielte er in einem erfolgreichen und sehr talentierten Jahrgang mit Thomas Berthold, Armin Kraaz, Bernhard Trares und Dirk Borkenhagen. Danach stieg Klepper zunächst in die Amateurmannschaft der Frankfurter auf. 1985 schlossen Eintracht Frankfurt und der SV Darmstadt 98 einen Kooperationsvertrag. Dieser sah vor, dass die Darmstädter junge talentierte Spieler der Eintracht in ihren Zweitligakader aufnahmen, um ihnen dort Spielpraxis im Profifußball zu ermöglichen. Auf diese Weise stieß Klepper, zusammen mit Trares und Stefan Wöber, zum SV Darmstadt 98. In seiner ersten Saison kam Klepper auf zwölf Einsätze und im folgenden Jahr konnte sich der Abwehrspieler bei den Darmstädtern etablieren. Die Frankfurter holten ihn 1987 zurück. Zwei Jahre lang konnte Klepper zum Stammpersonal zählen, dann folgte ein Einbruch. In der Saison 1989/90 kam er nur auf einen einzigen Ligaeinsatz. Sein Vertrag wurde daraufhin nicht verlängert und er wechselte in den Amateurfußball. Insgesamt brachte es Klepper auf 52 Erst- und 39 Zweitligaspiele.

## Sonstiges
Klepper ist der Onkel des Fußballspielers Patrick Ochs.